# George Wilson Gillett
George Wilson Gillett ( 1917 , Hopewell, Nueva York - 1976) fue un botánico, y explorador estadounidense, experto mundial sobre la flora del Pacífico Sur y Nueva Guinea.
Su familia se trasladó poco después de nacido a Carroll, Iowa, donde establecieron un vivero. Se graduó en el sector forestal de la Universidad Estatal de Iowa en 1940 y dos meses más tarde ingresó a la Fuerza Aérea de EE. UU. como cadete de vuelo. Tras dos años de misiones de vuelo sobre las Aleutianas, fue trasladado al teatro del Pacífico Sur para servir en el grupo 360.º como navegante en misiones de reconocimiento y bombardero. Después de la guerra, entró en la Escuela de posgrado de la Universidad de California, Berkeley, completando su maestría en el sector forestal en 1949.
Además, fue instructor en botánica en el "Colegio Bakersfield", hasta 1951 cuando regresó a Berkeley para futuras investigaciones en botánica con Lincoln Constance. En 1954 recibió su Ph.D. por una tesis sobre Phacelia. Su interés en el género continuó como profesor adjunto de botánica en la Universidad Estatal de Míchigan en East Lansing, y en 1961 viajó por el noreste de México para recoger Phacelia y géneros relacionados.
También comenzó a trabajar en la flora del Pacífico, y pasó varios veranos colaborando en una flora del parque nacional volcánico de Lassen con John Thomas Howell y Hans Leschke. En 1963 se trasladó a Honolulu para convertirse en profesor asociado de botánica y director del Arboretum Lyon en la Universidad de Hawái. Allí, y en la Universidad de California en Riverside, a la que llegó en 1967 como profesor de Botánica y director del Jardín Botánico, estudió géneros como Scaevola, Wikstroemia, Pipturus y, sobre todo Bidens.
Su trabajo sobre Bidens, en Hawái y las Marquesas, condujo a una reducción de las supuestas 42 especies hawaianas, en una sola polimórfica. En esos años su trabajo de campo lo llevó a las islas Marquesas, el norte de Queensland, Nueva Bretaña, Nueva Guinea, Indonesia, Borneo, Bougainville, Vietnam, Tailandia e India. Su última gran proyecto fue un estudio de Cyrtandra, el género más grande de Gesneriaceae. En el momento de su muerte, había investigado ya el género en Fiji, las Salomón, las Carolinas, las islas Ryukyu, y en otros lugares en el Pacífico Sur, y estaba haciendo planes para comenzar el trabajo de campo en Nueva Guinea.

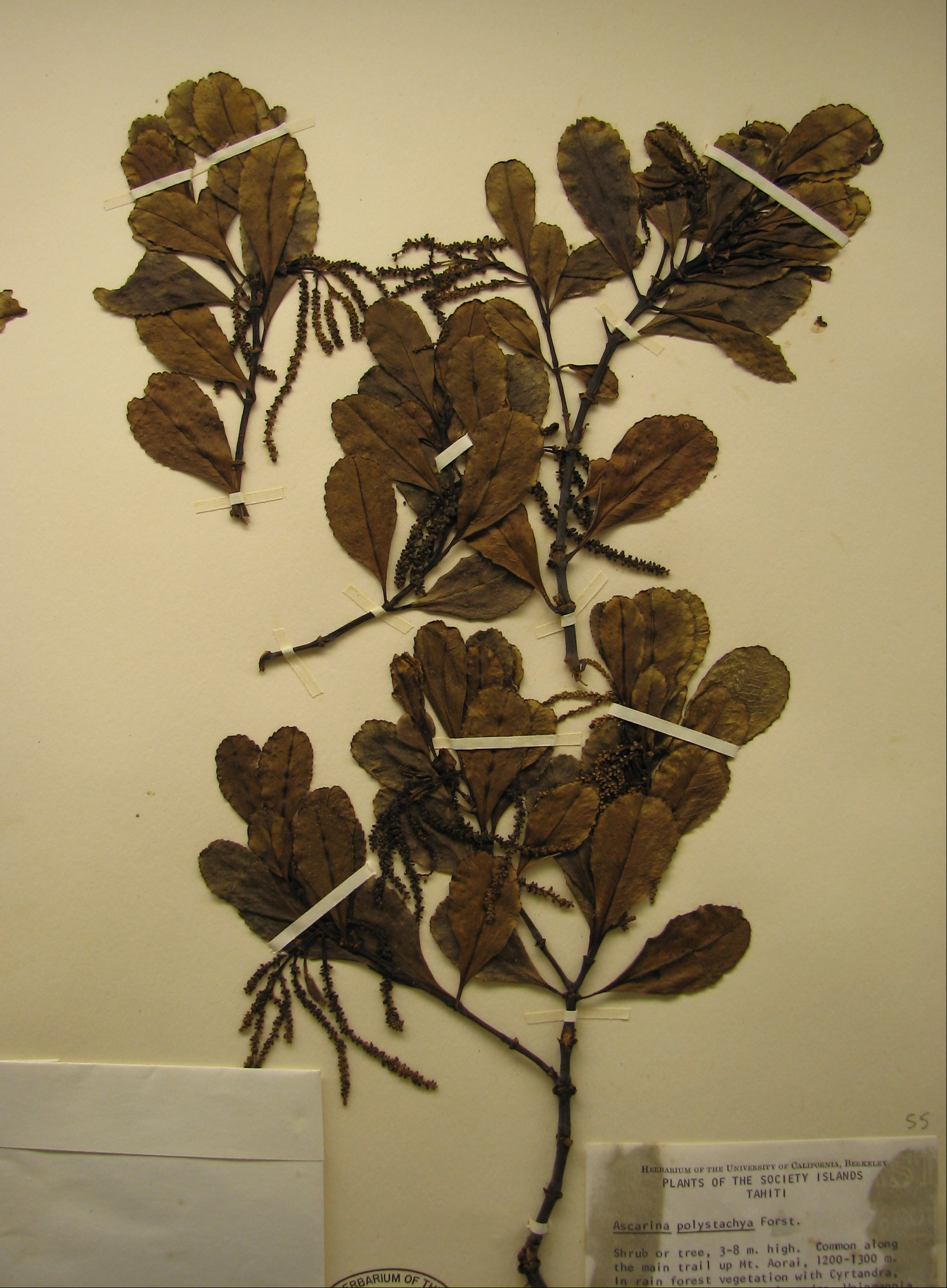
Ascarina polystachya, Tahití, recolectado el 1 de septiembre de 1970

## Honores
- Miembro del consejo de la Sociedad de Botánica Económica desde 1968 hasta 1973.

### Epónimos
- (Lycopodiaceae) Huperzia × gillettii Beitel & W.H.Wagner[1]

## Algunas publicaciones
- 1962. Evolutionary relationships of Phacelia linearis
- 1970. The taxonomic status of Protocyrtandra (Gesneriaceae). 6 pp.

### Libros
- 1967. The genus Cyrtandra in Fiji. Bulletin United States National Museum. Ed. Smithsonian Institution Press. 53 pp.

- La abreviatura «G.W.Gillett» se emplea para indicar a George Wilson Gillett como autoridad en la descripción y clasificación científica de los vegetales.[2]